# گرین ارو (کانر هاوک)
کانر هاوک (به انگلیسی: Connor Hawke) یک شخصیت خیالی ابرقهرمان در کتاب‌های کامیک آمریکایی منتشر شده توسط دی‌سی کامیکس است. او دومین شخصیتی محسوب می‌شود که عنوان گرین ارو را به یدک می‌کشد. این شخصیت توسط نویسنده کلی پاکت و طراح جیم آپارو خلق شده‌است؛ که برای نخستین بار در شمارهٔ ۰ از دومین جلد گرین ارو (اکتبر ۱۹۹۴) حضور پیدا کرد. کانر پسر الیور کوئین، نخستین شخصیت گرین ارو، و دوست‌دختر سابقش ساندرا «مون‌دِی» هاوک است.
به دنبال آرک داستانی مرز جنون و بازراه‌اندازی نیو ۵۲ در سال ۲۰۱۱، کانر تا کنون در خط اصلی داستانی پیوسته دی‌سی معرفی نشده‌است. اگرچه نسخه جهان جایگزین کانر در مجموعه زمین ۲، به عنوان یکی از اعضای ارتش جهانی تحت عنوان رد ارو ظاهر شده‌است، که برای جنگ با دارک‌ساید به انجمن عدالت آمریکا کمک می‌کند.